# 马里亚诺·莫雷诺

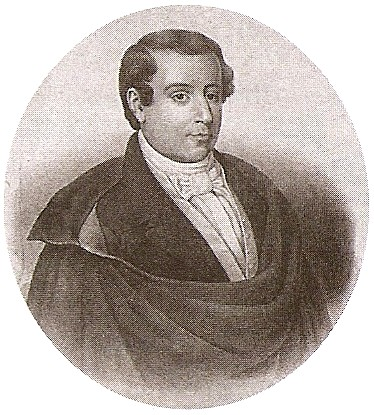
马里亚诺·莫雷诺

马里亚诺·莫雷诺（Mariano Moreno，1778年9月23日－1811年3月4日），阿根廷律师、记者、政治家，阿根廷独立运动领袖。
莫雷诺于1778年出生于布宜诺斯艾利斯，家境贫寒，受当地文豪资助于当时南美洲唯一一家大学——丘基萨卡大学就读，获颁神学及法学博士学位。莫雷诺深受孟德斯鸠、伏尔泰、狄德罗、卢梭等启蒙思想家熏陶。为阅读他们的著作，莫雷诺习得英语及法语，并借此成为翻译者，曾翻译卢梭的著作《社会契约论》。莫雷诺深信理性和良知的力量能够改变社会现状。毕业后成为律师，一度就职于西班牙殖民政府。1809年向拉普拉塔总督德西斯内罗斯呈递《牧场主的呈请书》（La Representación de los Hacendados），主张发展自由贸易，同英国通商。
五月革命后，莫雷诺成为新建立的第一委员会（Primera Junta）的战争秘书，上任后曾和胡安·何塞·卡斯特利（Juan José Castelli）一同清算殖民政府的支持者；组织远征巴拉圭和上秘鲁，处决反革命者桑蒂亚戈·德利涅尔斯。此外，他还担任阿根廷第一家报纸《布宜诺斯艾利斯日报》的主编，传播启蒙思想，莫雷诺因此被认为是“阿根廷史上首位记者”，他创办《布宜诺斯艾利斯日报》的日期6月7日于1938年被阿根廷政府定为记者日。他要求阿根廷完全独立、建立共和、实现政教分离，遭到保守派反对，逐渐于政坛失势。1811年出使英国途中逝世。